# Dryopteris lepidorachis
Dryopteris lepidorachis är en träjonväxtart som beskrevs av Carl Frederik Albert Christensen. Dryopteris lepidorachis ingår i släktet Dryopteris och familjen Dryopteridaceae. Inga underarter finns listade.